# Carmen Toma
Carmen Toma (ur. 28 marca 1989) – rumuńska lekkoatletka specjalizująca się w trójskoku.
W 2005 była ósma na mistrzostwach globu juniorów młodszych,  w 2006 zajęła jedenastą lokatę podczas mistrzostw globu juniorów. Siódma zawodniczka mistrzostw Europy juniorów z 2007 oraz piąta mistrzostw świata juniorów z 2008. Bez sukcesów startowała w mistrzostwach Europy w Barcelonie (2010) oraz dwóch kolejnych edycjach – w 2009 i 2011 – halowego czempionatu Starego Kontynentu. Na młodzieżowych mistrzostwa Europy w 2011 zdobyła srebrny medal. Halowa wicemistrzyni Bałkanów z roku 2013. W tym samym roku sięgnęła po brąz uniwersjady w Kazaniu. Dwunasta zawodniczka halowych mistrzostw świata z 2016.
Rekordy życiowe: stadion – 14,29 (12 czerwca 2009, Bukareszt) / 14,56w (27 lipca 2013, Stara Zagora); hala – 13,94 (30 stycznia 2016, Bukareszt). 

## Osiągnięcia
| Rok  | Impreza                               | Miejsce      | Lokata            | Wynik  |
| ---- | ------------------------------------- | ------------ | ----------------- | ------ |
| 2005 | Mistrzostwa świata juniorów młodszych | Marrakesz    | 8. miejsce        | 12,76  |
| 2006 | Mistrzostwa świata juniorów           | Pekin        | 11. miejsce       | 12,79  |
| 2007 | Mistrzostwa Europy juniorów           | Hengelo      | 7. miejsce        | 13,06  |
| 2008 | Mistrzostwa świata juniorów           | Bydgoszcz    | 5. miejsce        | 13,40  |
| 2009 | Halowe mistrzostwa Europy             | Turyn        | el. – 12. miejsce | 13,88  |
| 2009 | Młodzieżowe mistrzostwa Europy        | Kowno        | –                 | NM     |
| 2010 | Mistrzostwa Europy                    | Barcelona    | el. – 14. miejsce | 14,03  |
| 2011 | Halowe mistrzostwa Europy             | Paryż        | el. – 17. miejsce | 13,66  |
| 2011 | Młodzieżowe mistrzostwa Europy        | Ostrawa      | 2. miejsce        | 13,92  |
| 2013 | Halowe mistrzostwa krajów bałkańskich | Stambuł      | 2. miejsce        | 13,64  |
| 2013 | Uniwersjada                           | Kazań        | 3. miejsce        | 14,14  |
| 2013 | Mistrzostwa krajów bałkańskich        | Stara Zagora | 1. miejsce        | 14,56w |
| 2013 | Igrzyska frankofońskie                | Nicea        | 2. miejsce        | 13,92  |
| 2016 | Halowe mistrzostwa świata             | Portland     | 12. miejsce       | 13,31  |
| 2017 | DécaNation                            | Angers       | 2. miejsce        | 13,48  |